# Pterogyne nitens
Pterogyne nitens är en ärtväxtart som beskrevs av Louis René Tulasne. Pterogyne nitens ingår i släktet Pterogyne och familjen ärtväxter. Inga underarter finns listade i Catalogue of Life.

## Bildgalleri

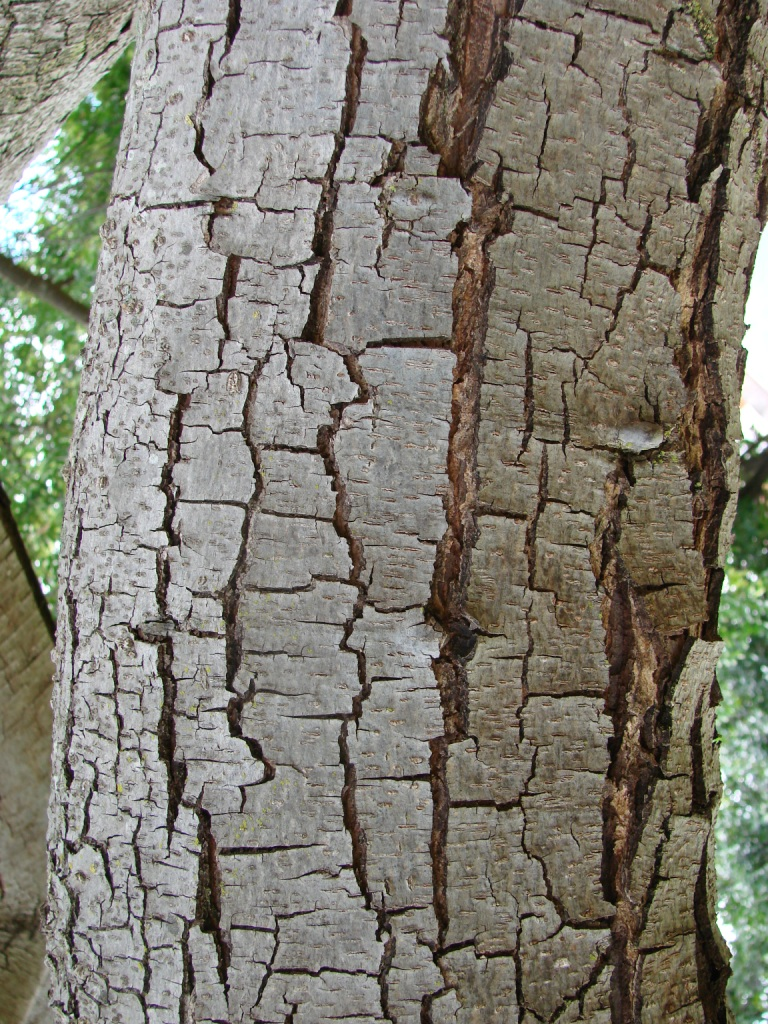
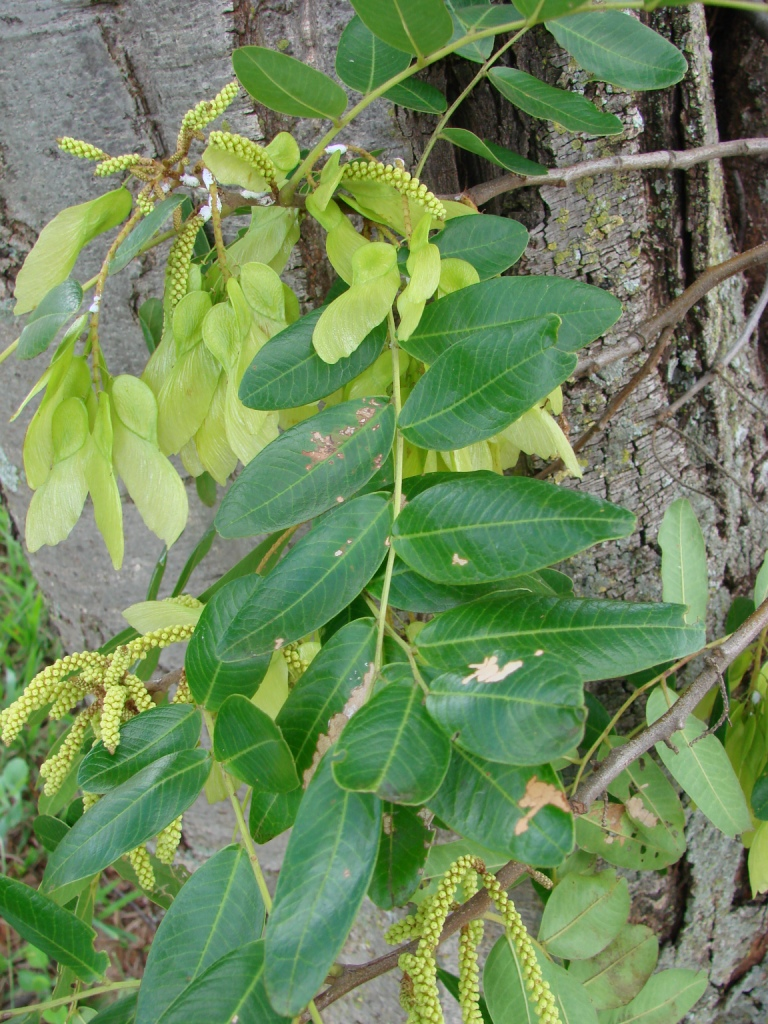
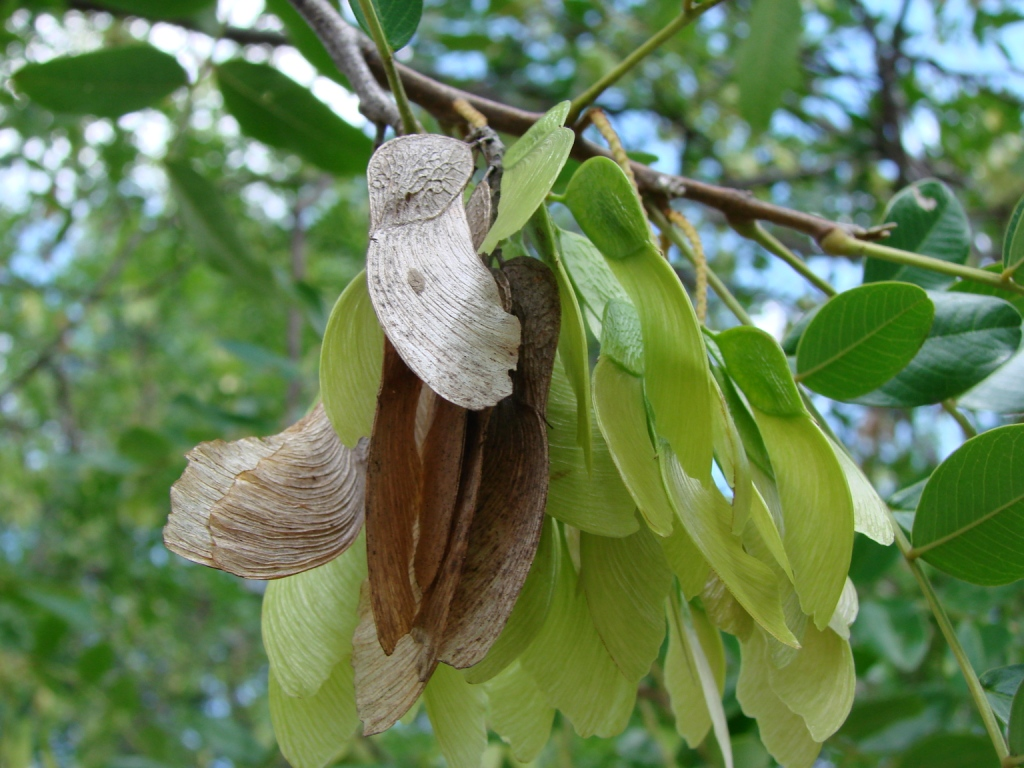